# Lulizumab pegol
Il lulizumab pegol (BMS-931699 secondo la Denominazione comune internazionale) è un anticorpo monoclonale di tipo umanizzato, sviluppato per il trattamento di alcune malattie autoimmuni.
Prodotto dalla Bristol-Myers Squibb, l'anticorpo ha per bersaglio molecolare la glicoproteina CD28.